# 東日暮里

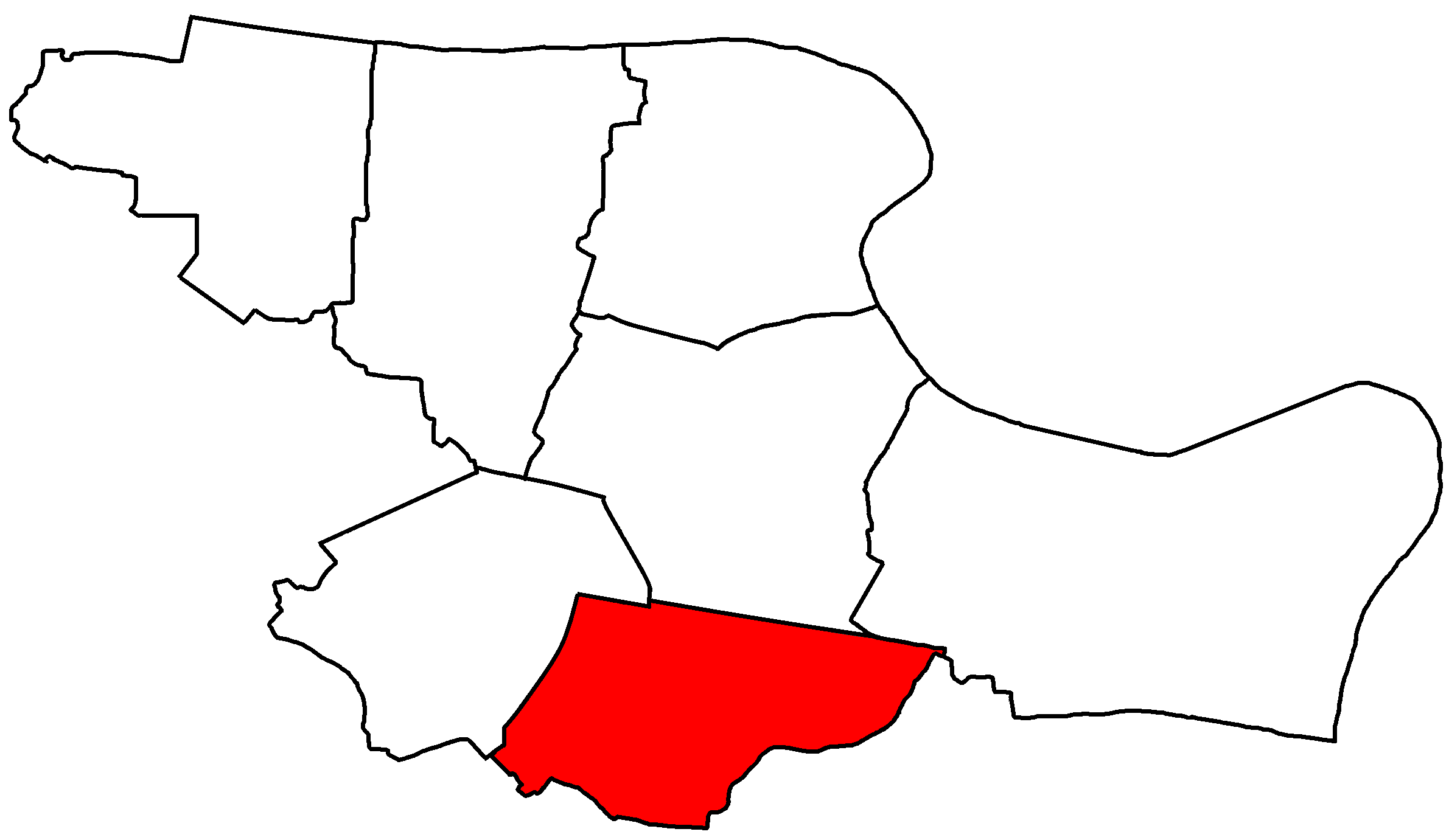
荒川区内の東日暮里の位置図

東日暮里（ひがしにっぽり）は、東京都荒川区の町名。現行行政地名は東日暮里一丁目から東日暮里六丁目。住居表示実施済み区域である。

## 地理
荒川区南西部に位置し、下町的界隈が広がる町である。日暮里駅の東側、三河島駅の南側に当たる。北で荒川、北東で南千住、南で台東区根岸、南西で台東区谷中、西で西日暮里に接する。

### 地価
住宅地の地価は、2025年（令和7年）1月1日の公示地価によれば、東日暮里1-3-2の地点で137万円/m2、東日暮里3-30-11の地点で63万7000円/m2、東日暮里5-5-7の地点で68万8000円/m2、東日暮里6-40-9の地点で78万2000円/m2となっている。

## 歴史
- 1909年11月25日 - 第二日暮里尋常小学校創立（現：第二日暮里小学校、東日暮里5-2-1）。
- 1913年7月 - 町制施行、日暮里町となる[6]。
- 1916年 - 童謡『夕焼け小焼け』の作詞者である中村雨紅が第二日暮里尋常小学校の教師になる。
- 1918年4月1日 - 第三日暮里尋常小学校創立（現：第三日暮里小学校、東日暮里3-10-17）。中村雨紅が第三尋常小学校に転勤となる。
- 1924年 - 写真家木村伊兵衛氏が日暮里町（現：東日暮里4丁目）で写真館開業。1929年（昭和4年）神田に移転[7]。
- 1925年3月18日 - 大正の日暮里大火。
- 1926年10月31日 - 大火による焼失地域の土地区画整理事業竣工[8]。
- 1927年4月 - 大火により焼失した第三日暮里尋常小学校の新校舎竣工（鉄筋コンクリート3階建て）[9]。
- 1927年11月 - 大火による焼失区域の大字、字を廃して旭町1～3丁目の新大字を設置[8]。
- 1931年 - 俳優小沢昭一の父が木村伊兵衛の写真館を借り写真館開業（1933年に蒲田に移転）[10]。
- 2019年10月1日 - 東京都は東日暮里五丁目、六丁目を暴力団排除条例に基づき暴力団排除特別強化地域に指定[11]。

## 世帯数と人口
2025年（令和7年）3月1日現在（荒川区発表）の世帯数と人口は以下の通りである。
| 丁目           | 世帯数     | 人口     |
| -------------- | ---------- | -------- |
| 東日暮里一丁目 | 2,445世帯  | 3,692人  |
| 東日暮里二丁目 | 2,601世帯  | 4,231人  |
| 東日暮里三丁目 | 3,513世帯  | 5,801人  |
| 東日暮里四丁目 | 2,609世帯  | 4,098人  |
| 東日暮里五丁目 | 3,631世帯  | 5,875人  |
| 東日暮里六丁目 | 4,847世帯  | 8,068人  |
| 計             | 19,646世帯 | 31,765人 |

### 人口の変遷
国勢調査による人口の推移。
| 年                 | 人口   |
| ------------------ | ------ |
| 1995年（平成7年）  | 22,301 |
| 2000年（平成12年） | 22,950 |
| 2005年（平成17年） | 25,237 |
| 2010年（平成22年） | 26,010 |
| 2015年（平成27年） | 28,903 |
| 2020年（令和2年）  | 29,748 |

### 世帯数の変遷
国勢調査による世帯数の推移。
| 年                 | 世帯数 |
| ------------------ | ------ |
| 1995年（平成7年）  | 9,433  |
| 2000年（平成12年） | 10,510 |
| 2005年（平成17年） | 12,304 |
| 2010年（平成22年） | 13,204 |
| 2015年（平成27年） | 15,332 |
| 2020年（令和2年）  | 16,965 |

## 学区
区立小・中学校に通う場合、学区は以下の通りとなる（2014年時点）。
| 丁目           | 番地 | 小学校                   | 中学校               |
| -------------- | --- | ------------------------ | -------------------- |
| 東日暮里一丁目 | 1〜8番 | 荒川区立第六瑞光小学校   | 荒川区立第一中学校   |
| 東日暮里一丁目 | 9〜25番 31〜35番 | 荒川区立第三峡田小学校   | 荒川区立第一中学校   |
| 東日暮里一丁目 | その他 | 荒川区立第三日暮里小学校 | 荒川区立諏訪台中学校 |
| 東日暮里二丁目 | 3〜16番 25〜38番 45〜49番 | 荒川区立第三日暮里小学校 | 荒川区立諏訪台中学校 |
| 東日暮里二丁目 | その他 | 荒川区立第三峡田小学校   | 荒川区立第一中学校   |
| 東日暮里三丁目 | 1番、4番 | 荒川区立第三峡田小学校   | 荒川区立第一中学校   |
| 東日暮里三丁目 | その他 | 荒川区立第三日暮里小学校 | 荒川区立諏訪台中学校 |
| 東日暮里四丁目 | 全域 | 荒川区立第三日暮里小学校 | 荒川区立諏訪台中学校 |
| 東日暮里五丁目 | 全域 | 荒川区立第二日暮里小学校 | 荒川区立諏訪台中学校 |
| 東日暮里六丁目 | 1〜21番 22番1〜7号、22番14〜17号 23番1〜4号、23番15号 40番1〜8号、40番21〜22号 41〜47番 48番1〜5号、48番13〜16号 53番、55〜60番 | 荒川区立第二日暮里小学校 | 荒川区立諏訪台中学校 |
| 東日暮里六丁目 | その他 | 荒川区立ひぐらし小学校   | 荒川区立諏訪台中学校 |

## 事業所
2021年（令和3年）現在の経済センサス調査による事業所数と従業員数は以下の通りである。
| 丁目           | 事業所数    | 従業員数 |
| -------------- | ----------- | -------- |
| 東日暮里一丁目 | 197事業所   | 1,319人  |
| 東日暮里二丁目 | 201事業所   | 1,737人  |
| 東日暮里三丁目 | 242事業所   | 1,589人  |
| 東日暮里四丁目 | 186事業所   | 1,325人  |
| 東日暮里五丁目 | 400事業所   | 4,594人  |
| 東日暮里六丁目 | 328事業所   | 2,867人  |
| 計             | 1,554事業所 | 13,431人 |

### 事業者数の変遷
経済センサスによる事業所数の推移。
| 年                 | 事業者数 |
| ------------------ | -------- |
| 2016年（平成28年） | 1,690    |
| 2021年（令和3年）  | 1,554    |

### 従業員数の変遷
経済センサスによる従業員数の推移。
| 年                 | 従業員数 |
| ------------------ | -------- |
| 2016年（平成28年） | 13,137   |
| 2021年（令和3年）  | 13,431   |

## 交通

### 鉄道
東日本旅客鉄道
- 山手線/京浜東北線/常磐快速線：日暮里駅（所在地は西日暮里）

京成電鉄
- 京成本線：日暮里駅（同上）

このほかに町域内には所在しないものの、常磐快速線三河島駅をはじめ、都電荒川線や地下鉄日比谷線の駅が近隣に多数ある。

### バス
- 東京都交通局（都営バス）
  - 草41系統（足立梅田町⇔浅草寿町）- 三河島駅前、大下、東日暮里三丁目、東日暮里四丁目各停留所
  - 都08系統（日暮里駅前⇔錦糸町駅前）- 東日暮里三丁目、東日暮里五丁目各停留所
  - 里22系統（日暮里駅前⇔亀戸駅前）- 三河島駅前、大下、東日暮里三丁目、東日暮里五丁目各停留所

### 道路
- 東京都道58号台東川口線（尾久橋通り）
- 東京都道306号王子千住夢の島線（明治通り）
- 東京都道313号上野尾竹橋線（尾竹橋通り）

## 施設
- 日暮里区民事務所
- 東京都立竹台高等学校
- 東京朝鮮第一初中級学校
- 荒川区立第二日暮里小学校
- 荒川区立第三日暮里小学校

## その他

### 日本郵便
- 郵便番号 : 116-0014[3]（集配局 : 荒川郵便局[21]）。